# 芝泉路站
芝泉路站，位于中华人民共和国山东省青岛市市南区延安三路、芝泉路与江西路交叉口南侧地下，是青岛地铁2号线的地铁车站，是设置有区域控制器的一级设备集中站。

## 沿革
- 2017年12月10日，青岛地铁2号线一期东段全线通车，该站作为西端首末点站投入使用[1]。

## 车站结构
地铁2号线经过此站，以南北方向，沿延安三路伸展。站台起点里程K28+543.171、终点里程K28+778.971。作为2号线一期东段折返站，设有双折返线，共10组道岔，采用站后折返形式。
车站为地下二层岛式站台车站，埋深30.25 m，主体结构覆土厚度16.98 m，标准段总宽22.12 m。站厅层长85 m、宽18.12 m、面积1 540.2 m²。站台有效长120 m，站台层长113 m、宽14 m、面积1 582 m²。
车站主体采用暗挖法施工，设3个出入口，分别位于延安三路两侧。

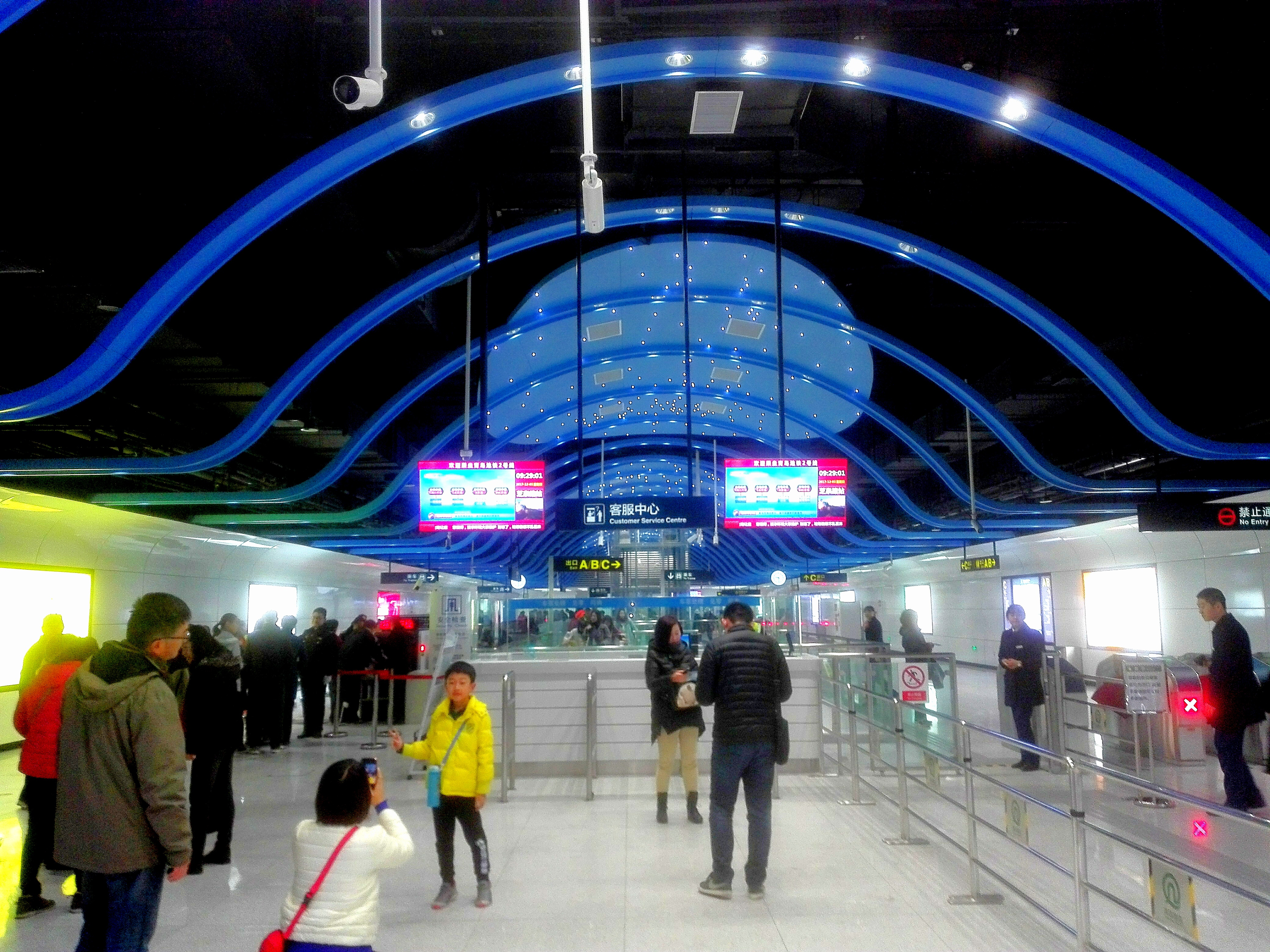
站厅层

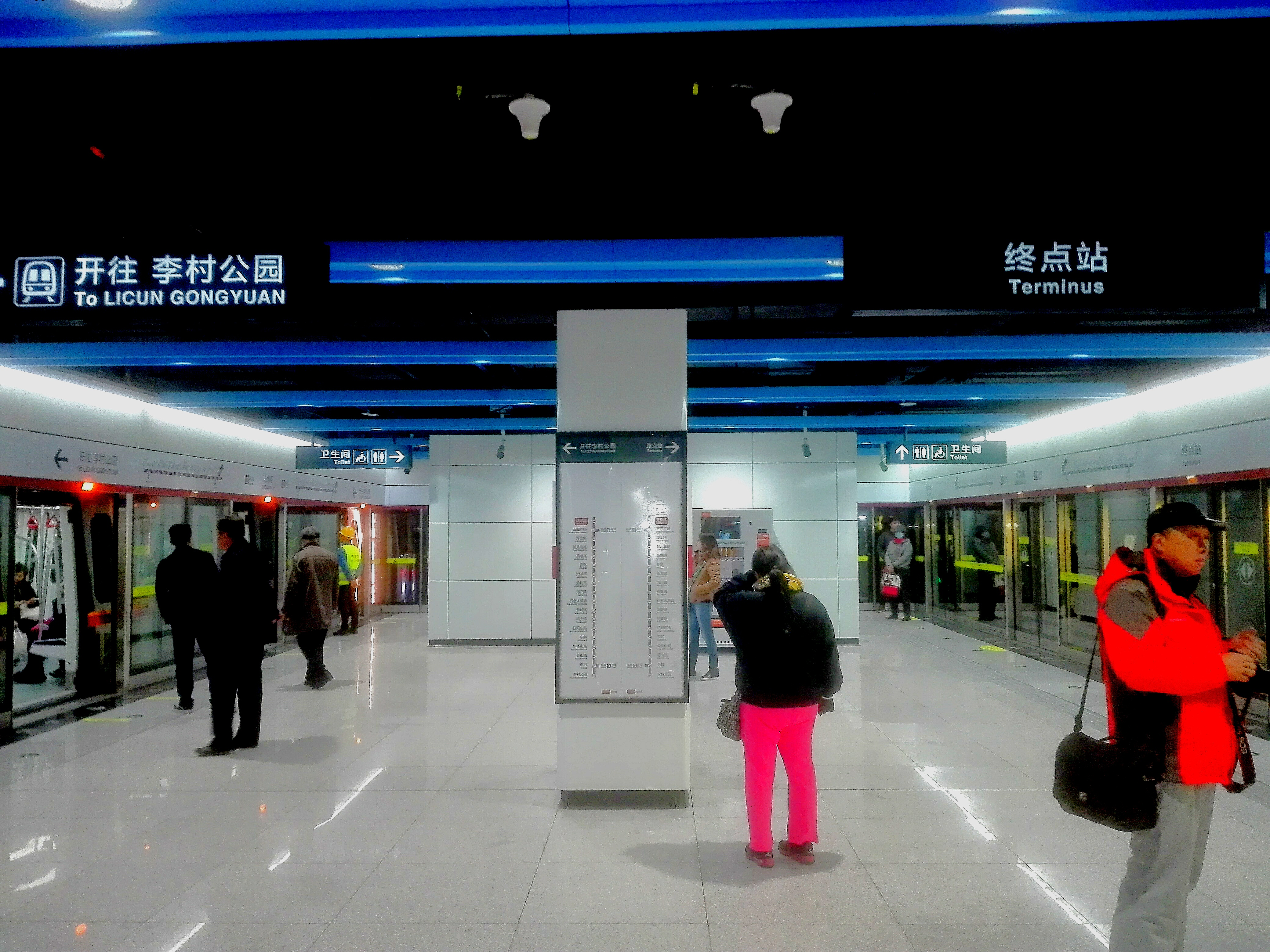
站台层

| 地面 |                    | A-D出入口                        |  |  |
| B1层 | 站厅               | 客服中心、自动售票机、进出站闸机 |  |  |
| B2层 |                    | 2号线 往四川路（轮渡）（台东）   |  |  |
|      | 岛式站台，左侧开门 |                                  |  |  |
|      |                    | 2号线 往李村公园（五四广场）     |  |  |

### 出入口
- ：延安三路西侧、芝泉路南侧
- ：延安三路东侧、江西路南侧
- ：延安三路东侧、晓望路北侧
  - 图例： 设有

- 芝泉路站A口

## 换乘
芝泉路站除自身轨道交通性质外，还可实现与市内公交车和出租车的近距离换乘：
- 分布于周边的公交车站，包括以下路线的停靠站点：25、32、104、110、125、202、206、218、220、225、232、310、314、370、604路等。